# 漫水滩乡
漫水滩乡，是中华人民共和国甘肃省白银市景泰县下辖的一个乡镇级行政单位。

## 行政区划
漫水滩乡下辖以下地区：
富民村、西井村、新井村、北崖村、漫水滩村、北梁村、双树村、东坝村、杨柳村、红溪村和高墩村。